# Saken Seïfoulline
Saken Seïfoulline (en kazakh : Сәкен ou Сәдуақас Сейфуллин, Säken ou Sädouaqas Seïfoulline ; en russe : Сакен Сейфоллаевич Сейфуллин, Saken Seïfollaïevitch Seïfoulline), né le 15 octobre 1894 à Ortaou (kk) et mort le 15 avril 1938 à Almaty, est un poète, écrivain et homme politique kazakh, aujourd'hui considéré comme l'un des fondateurs de la littérature kazakhe moderne.

## Biographie

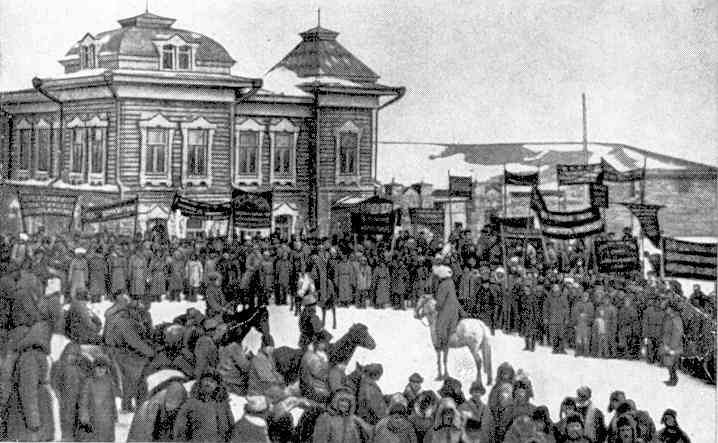
La Révolution d'Octobre à Akmolinsk.

En août 1913, il intègre une formation d'enseignants à Omsk. Un an plus tard, il publie ses premiers textes dans le journal Aï Qap (en) avant de voir édité son premier recueil de poèmes.
Avec Nygmet Nourmakov et Maghjan Joumabaï (en), il participe à la création de l'association éducative et culturelle Birlik, qui est dirigée contre l'Empire russe et promeut les réalisations de personnalités kazakhes.
À partir de septembre 1916, il enseigne dans une école qu'il a lui-même contribué à fonder.
En mars 1917, il s'établit à Akmolinsk et salue la Révolution de février dans un poème. En avril de la même année, il fonda l'association Jas Qazaq (Жас қазақ, « Jeune Kazakh ») dans le but de promouvoir l'éducation des jeunes et de les inciter à s'engager politiquement.
Lorsque les bolcheviks arrivent au pouvoir en décembre 1917, Seïfoulline est élu au présidium du Conseil des députés, et est nommé dans la foulée commissaire du peuple pour l'éducation.
Quand les Armées blanches arrivent à Akmolinsk en juin 1918, Seïfoulline est arrêté et envoyé à la prison de Petropavlovsk. Il passe 47 jours dans le « convoi de la mort » de l'ataman des Cosaques de Sibérie Boris Annenkov. Transféré à la prison d'Omsk, il parvient à s'en évader et gagne son village natal. Il ne peut toutefois y rester que deux mois avant de se réfugier à Taraz.
Début 1920, il retourne à Akmolinsk où il participe activement à la restauration du pouvoir soviétique. Il est nommé chef adjoint du comité révolutionnaire. Lorsque la République socialiste soviétique autonome kirghize est fondée en 1920 (elle existera jusqu'en 1925 et malgré son nom, elle ne s'étend pas sur ce qui sera plus tard la République socialiste soviétique kirghize ou l'actuel Kirghizistan), Seïfoulline est élu membre du Comité exécutif central. Deux ans plus tard, il devient également commissaire populaire adjoint à l'éducation de la République et rédacteur en chef du journal Iengbekchil qazaq. Lors du troisième Congrès soviétique en septembre 1922, il est nommé président du Conseil des commissaires du peuple, une fonction équivalente à celle de chef du gouvernement du Kazakhstan ; il n'est alors âgé que de 28 ans. La même année, il est également élu membre du Comité exécutif central russe. Il plaide pour que la langue kazakhe soit également autorisée à être utilisée dans les documents officiels du gouvernement.
Dans les années qui suivirent, il se consacre à l'enseignement et à l'écriture et il devient, en avril 1925, président du Centre académique du Commissariat du peuple de la RSS du Kazakhstan.
Dans le cadre des purges staliniennes, il est accusé d'être un nationaliste et de représenter une « menace pour la société ». Arrêté par le NKVD, il est fusillé à Almaty en avril 1938.
Lors de la déstalinisation, en 1958, il est réhabilité.

Portraits
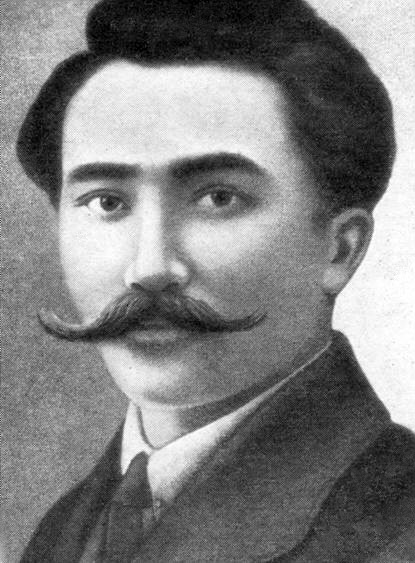
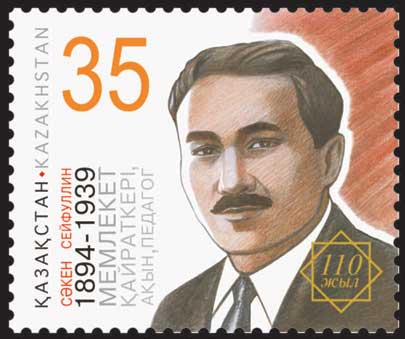
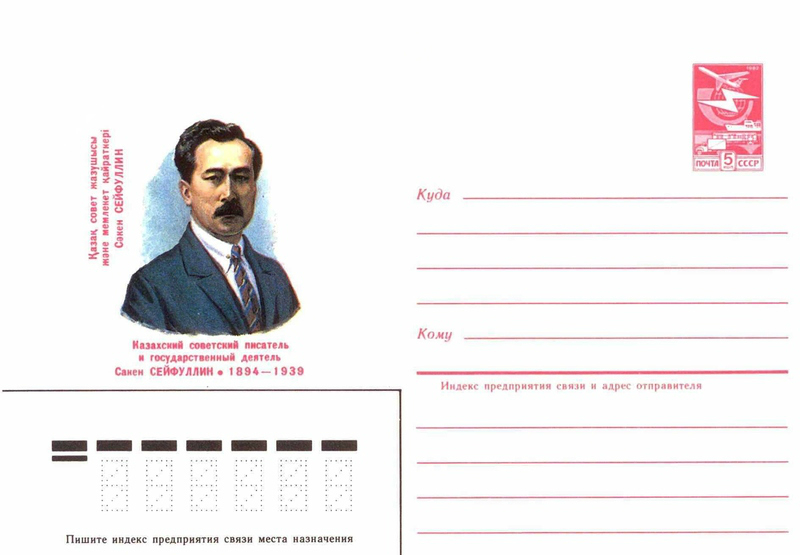